# Hanna Schwander
Hanna Schwander ist eine Schweizer Politikwissenschaftlerin und Hochschullehrerin. Sie ist Professorin für Politische Soziologie und Sozialpolitik am Institut für Sozialwissenschaften der Humboldt-Universität zu Berlin. Sie forscht im Bereich der Vergleichenden Politikwissenschaft, politischen Soziologie und politischen Ökonomie.
Schwander studierte von 2002 bis 2008 an der Universität Zürich und absolvierte einen Studienaustausch an der Universität Nanterre. Von 2008 bis 2012 promovierte Schwander ebenfalls an der Universität Zürich und hatte 2011 einen Forschungsaufenthalt an der Universität Oxford. Ihre Dissertation befasste sich mit den politischen Auswirkungen von Arbeitsmarktdualisierung in Westeuropa.
Nach wissenschaftlichen Mitarbeiterstellen am Europäischen Hochschulinstitut in Florenz und an der Universität Bremen war Schwander ab 2018 Professorin für Public Policy an der Hertie School of Governance. 2019 übernahm sie die vormals von Friedbert Rüb besetzte Professur für politische Soziologie und Sozialpolitik an der Humboldt-Universität zu Berlin übernahm.

## Werke
- Philip Manow, Bruno Palier, Hanna Schwander: Welfare democracies and party politics: Explaining electoral dynamics in times of changing welfare capitalism. Oxford University Press, Oxford 2018, ISBN 978-0-19-880797-1.
- Hanna Schwander: Die geschlechtsspezifische Arbeitsmarktsegregation. Eine vergleichende Untersuchung in postindustriellen Gesellschaften. VDM Verlag, Saarbrücken 2008, ISBN 978-3-639-06807-8.